# Hepadnaviridae

Schemazeichnung: Virion der Familie Hepadnaviridae

Die Familie Hepadnaviridae umfasst behüllte Viren mit einer zirkulären, partiell doppelsträngigen DNA als Genom. Die Virionen der Hepadnaviridae sind zwischen 42 und 50 nm im Durchmesser groß und besitzen ein ikosaedrisches Kapsid. Der Name der Familie ist zusammengesetzt aus den beiden Begriffen „hepar“ (lat. Leber) und „DNA“ (für das Genom). Damit wird angedeutet, dass der überwiegende Vermehrungsort für die Hepadnaviren die Leberzellen sind. Die Virusspezies wurden bislang nur bei Säugetieren und Vögeln gefunden.
Da sie während der Replikation des Virusgenoms eine genomische RNA verwenden, die sie mithilfe einer viralen Reversen Transkriptase in DNA umschreiben, sind sie den Retroviren nahe verwandt und werden deshalb in die nicht-taxonomische Gruppe der Pararetroviren klassifiziert. Sehr charakteristisch für die Hepadnaviren ist die Bindung eines kurzen Stückes RNA, des ursprünglichen Primer-Stückes der reversen Transkription, an das DNA-Genom. Damit sind sie die einzigen Viren, die sowohl virale DNA als auch virale RNA im Virion enthalten. Eine gewisse Ähnlichkeit aufgrund von Sequenzuntersuchungen und der Anordnung der Gene hat die Familie zu einer Gruppe von Pflanzenviren, den Caulimoviridae. Das International Committee on Taxonomy of Viruses (ICTV) hat daher in seiner Master Species List (MSL) Ausgabe 35 im März 2020 die Ordnungen Blubervirales (nur mit den Hepadnaviridae) und Ortervirales (u. a. mit den Caulimoviridae) in dieselbe Virusklasse Revtraviricetes gestellt.

## Systematik
Die Familie Hepadnaviridae wird nach ICTV, Stand 2017,  in zwei Gattungen aufgeteilt. Dies wird mit Vergleichen ihrer Genomsequenz begründet, spiegelt aber auch das Vorkommen bei Säugetieren („Echte“ Hepadnaviren: Orthohepadnavirus) und Vögeln (Avihepadnavirus) wider. Viele weitere entdeckte Virusspezies bei Primaten und verschiedenen Vögeln sind noch nicht endgültig einer Gattung zugeordnet oder als eigene Art definiert.
- Familie Hepadnaviridae

- Gattung Orthohepadnavirus (bei Mammalia)

- Spezies Hepatitis-B-Virus (HBV, beim Menschen, 8 Genotypen A-H bekannt)

- Subtyp Orang-Utan-Hepadnavirus (OuHBV, beim Orang-Utan)
- Subtyp Woolly-Monkey-Hepatitis-B-Virus (WMHBV, bei Wollaffen)

- Spezies Woodchuck-Hepatitisvirus (WHV, beim Waldmurmeltier)
- Spezies Ground-Squirrel-Hepatitisvirus (GSHV, beim Ziesel)

- Subtyp Arctic-Squirrel-Hepatitisvirus (ASHV, beim Arktischen Ziesel)

- Gattung Avihepadnavirus  (bei Vögeln)

- Spezies Enten-Hepatitis-B-Virus (DHBV, bei Enten)
- Spezies Reiher-Hepatitis-B-Virus (HHBV, bei Reihern der Gattung Ardea)

- Subtyp Storch-Hepatitis-B-Virus (STHBV, bei Störchen)

Darüber hinaus wurden für neu gefundene Hepadnaviren, die folgenden neuen Gattungen vorgeschlagen, da sie nur entfernt mit den obigen verwandt sind:
- Gattung Herpetohepadnavirus (außer in Vögeln auch bei Reptilien, sowie Amphibien – s. u.)

- Saproscincus basiliscus Hepatitis-B-Virus (SkHBV zu Herpetohepadnavirus, bei Skinken der Art Saproscincus basiliscus)
- Stachelleguan-Hepatitis-B-Virus (eSLHBV/SLHBV-1 zu Herpetohepadnavirus, bei Stachelleguanen der Art Sceloporus adleri, englisch Spiny lizard)
- Winterammer-Hepatitis-B-Virus (eJHBV, bei Junkos der Art Winterammer, Junco hyemalis, englisch Dark-eyed Junco)

- Gattung Metahepadnavirus (bei Fischen)
- Gattung Parahepadnavirus (ebenfalls bei Fischen)

- White sucker hepatitis B virus (WSHBV, bei Saugkarpfen der Art Catostomus commersonii, englisch White sucker).

Letzteres war das erste Hepadnavirus, das Fische befällt. Inzwischen wurden weitere Vertreter gefunden, etwa:
- Gattung Herpetohepadnavirus

- Tibetan frog hepadnavirus (TFHBV bei dem Asiatischen Krötenfrosch der Art Scutiger nyingchiensis, englisch Tibetan Frog)

- Gattung Metahepadnavirus

- Tetra metahepadnavirus (TMDV, bei Salmlern der Art Astyanax mexicanus, englisch Mexican tetra)
- Astatotilapia metahepadnavirus (AMDV, beim Buntbarsch Astatotilapia)
- Icefish metahepadnavirus (IMDV, beim Eisfisch, englisch ice fish)

- Gattung Parahepadnavirus

- Coho salmon kidneyvirus (CSKV, beim Silberlachs, Oncorhynchus kisutch, englisch Coho salmon)

- Gattung unbestimmt

- Bluegill hepatitis B Virus (BGHBV, beim Blauen Sonnenbarsch, Lepomis macrochirus, englisch Bluegill)

Eine ähnliche Genom-Organisation wie Hepadnaviren haben Vertreter der Familie Nackednaviridae, die aus Fischen isoliert wurden. Man nimmt an, dass die beiden Familien sich vor über 400 Millionen Jahren trennten. Insbesondere wurde African cichlid hepadnavirus (ACHBV, bei afrikanischen Buntbarschen) als Fragment von African cichlid nackednavirus (ACNDV) identifiziert.